# Шишелов, Владимир Александрович
Влади́мир Алекса́ндрович Шише́лов (8 ноября 1979, Апшеронск, Краснодарский край, РСФСР, СССР) — российский и узбекский футболист, нападающий.

## Карьера
Футболом начал заниматься в 7 лет. Первая команда — «Прогресс» из города Зарафшан. Первый тренер — Пужалин Виктор Константинович.
С июля 2008 года игрок футбольного клуба «Урал» из Екатеринбурга. По итогам сезона 2008 года с 23 забитыми мячами стал вторым в споре лучших бомбардиров Первого дивизиона. В 2009 году был признан лучшим игроком ФК «Урал» по итогам опроса местных журналистов. В декабре 2009 года подписал двухлетний контракт с новичком Первого дивизиона клубом «Жемчужина-Сочи».
В январе 2014 года возвратился в клуб, в котором начинал профессиональную карьеру — сменивший к тому времени своё название на «Кызылкум».
В 2023 году — главный тренер ФК «Куркино», участвующего в Дивизионе «А» чемпионата Москвы (III дивизион первенства России, ЛФК), а также тренер команд Академии футбола Куркино.

## Достижения

### Командные
- Победитель Первого дивизиона первенства России: 2001

### Личные
- Лучший бомбардир чемпионата Молдавии: 2004
- Лучший бомбардир ФК «Урал» в ФНЛ[источник не указан 2726 дней]